# Rhonda Smith
Rhonda Smith (nacida en Halifax, Nueva Escocia) es una bajista canadiense, reconocida principalmente por su trabajo con Prince.

## Biografía
Rhonda Smith nació en Halifax, Nueva Escocia. Su familia se mudó a Montreal cuando Rhonda era una niña. Inició en la música tocando trompeta, teclados, guitarra y eventualmente el bajo eléctrico. Además de recibir formación clásica privada, Smith asistió a la Universidad McGill de Montreal para estudiar interpretación de jazz. Después de adquirir experiencia en la escena roquera local, pasó a trabajar con los artistas canadienses Claude Dubois, Daniel Lavoie, Robert Charlebois y James Blovin. Ganó un premio Juno en la categoría de mejor álbum de jazz contemporáneo por su trabajo con Jim Hillman y The Merlin Factor.
Mientras asistía a una convención de música en Alemania, Smith conoció a la música de origen latino Sheila E., quien le recomendó realizar una audición para Prince, que en ese momento estaba formando una nueva banda. Dos meses después, Prince la convocó para que participara en la grabación del disco Emancipation de 1996. Smith colaboró con Prince durante casi diez años. Otros músicos con los que ha trabajado son Chaka Khan, Beyoncé, T.I., Erykah Badu, Lee Ritenour, Jeff Beck y Terri Lyne Carrington.
En el año 2000 lanzó su primer disco en solitario, Intellipop. Seis años después publicó su segundo álbum, RS.

## Discografía

### Solista
- Intellipop (2000)
- RS2 (2006)